# گلیان (کامیاران)
گلیان (کامیاران)، روستای از توابع بخش مرکزی شهرستان کامیاران در استان کردستان ایران است. این روستا در دهستان ژاورود قرار دارد و طبق آمار دهیاری و شورای اسلامی، جمعیت ان۲۸۶نفر (۸۰ خانوار) بوده‌است.
روستای گلیان در ۴۵ کیلومتری شهرستان کامیاران و از توابع کامیاران، بخش مرکزی، دهستان ژاورود بعد از روستاهای شاهینی و پشاباد قرار گرفته و جمعیت آن حدود۲۸۶ نفر و دارای ۸۰ خانوار می‌باشد شغل اصلی مردم کشاورزی و دامداری است و بخاطر قرار گرفتن آن در منطقه‌ای معتدل کوهستانی، دارای چشمه‌های فراوان می‌باشد. اهالی این روستا بیشتر باغ‌های گردو، زردالو و باغ سیب و گیلاس و انارهای با کیفیت هست، و نصف زمین‌های روستا دیم هست و مابقی آبی است که مردم به کشت گندم و جو نخود و توت فرهنگی و فلفل سبز و گوجه فرنگی مشغول هستند ولی به دلیل نبود بازاری مناسب در استان و عدم آسفالت جاده روستا عایدی آنچانی ندارند
اکثر جوان‌های روستا به کار قنادی و سنگ کاری مشغول هستند.
از سری امکاناتی که در روستا فراهم است می‌توان ۱: اب آشامیدنی سالم و دارای لوله‌کشی شبکه ای در روستا ۲: خط تلفن روستای ۳: آنتن دهی شبکه موبایل با اینترنت پر سرعت۴: گاز شهری ۵: خانه بهداشت ۶: مدرسه ابتدایی ۷:پارک کودک و … در روستان نام برد.
از سری کمبودهای روستا می‌توان به: ۱ عدم آسفالت جاده روستایی ۲: عدم اجرای طرح هادی در روستا ۳: نبود مدرسه راهنمایی که به این دلیل سالانه تعداد چشم‌گیری از دانش آموزان ترک تحصیل می‌کنند. ۴: نبود یک تعاونی روستای جهت خرید محصولات کشاورزی مردم آن منطقه که به دلیل این امر مردم باید به میدان بارهای کرمانشاه و سنندج روی بیاورند.